# ベルフェゴール素数
ベルフェゴール素数（ベルフェゴールそすう、英語: Belphegor's Prime）とは、回文素数である数値
1,000,000,000,000,066,600,000,000,000,001 = 1030 + 666 × 1014 + 1
のことである。ベルフェゴールという名前は、7人いる地獄の王子のうち巧妙な発明や発見の手助けを任されている1人にちなむ。「ベルフェゴール素数」という名前は作家・クリフォード・ピックオーバーにより命名された。この数字はそれ自身その名前からもたらされる迷信的な要素を含んでいる。ベルフェゴール素数の中心(心臓)に出現する666という数字は『ヨハネの黙示録』に登場する１匹の怪物を表現するシンボルである獣の数字、またはより一般的には悪魔のシンボルとして広く知られている。両端は13個の 0 で囲まれている。13はそれ自身が不吉な数であると長らく信じられている。